# ひったか
ひったか、またはヒッタカは、岡山県笠岡市金浦地区において毎年旧暦の5月に行われる、伝統行事（祭）である。
国の記録作成等の措置を講ずべき無形の民俗文化財（選択無形民俗文化財）に選択、また笠岡市の重要無形民俗文化財に指定されており、「ひったか・おしぐらんご保存会」が保存団体として主催する。
元来は旧暦5月5日の行事であったが、現在はそれに近い土曜日の夜に実施される。

## 歴史
源平合戦（治承・寿永の乱）において城山から敵軍（源氏）へ対して掲げたかがり火が元となったとされるが、発祥年代は不明確である。古い時期には東西の山に陣取る形で松明を灯し、互いに投石して捕虜を取り合ったという。江戸時代初期には大将名の旗（赤と白）の争奪戦となり、時期ははっきりしないが現在の形に変わったとされる。

## 行事の内容
金浦地区を流れる吉田川を挟む行者山と妙見山に提灯を使った絵模様を描くものである。行者山が源氏、妙見山が平氏とされ、それぞれに枠を組んで300 - 400個の提灯を吊す形でおこなわれる。
また、地元小学校・中学校による子供ひったかも同時に、同会場で行われている。

## アクセス
・最寄の駅であるJR笠岡駅から、国道2号線を西へ約1.5㎞。
※笠岡駅前バス乗り場（坪生経由福山駅行き、金浦経由井原行き）金浦口か西浜で下車。祭り開催日は午前中のみ運行。西浜（ようすな）。

## その他
国道2号線（金浦大橋）や山陽本線（金浦地区通過時）から、山に灯る提灯絵や祭の様子を見る事ができる。